# Echinoderes sensibilis
Echinoderes sensibilis is een soort in de taxonomische indeling van de stekelwormen.
De diersoort behoort tot het geslacht Echinoderes en behoort tot de familie Echinoderidae. De wetenschappelijke naam van de soort werd voor het eerst geldig gepubliceerd in 2002 door Adrianov, Murakami & Shirayama.